# Episodi di Pretty Cure Splash Star

Logo occidentale della serie

Lista degli episodi di Pretty Cure Splash☆Star, terza serie anime di Pretty Cure, trasmessa in Giappone su TV Asahi dal 5 febbraio 2006 al 28 gennaio 2007. In Italia è stata trasmessa su Rai 2 dal 9 giugno all'8 agosto 2008.
La sigla originale di apertura, Makasete★Splash☆Star★ (まかせて★スプラッシュ☆スター★?), è cantata da Yuka Uchiyae, mentre quelle di chiusura, "Warau ga kachi!" de GO! (『笑うが勝ち！』でＧＯ！?) per gli ep. 1-30 e Ganbalance de Dance (ガンバランスｄｅダンス?) per gli ep. 31-49, da Mayumi Gojō. La sigla italiana, invece, Pretty Cure Splash☆Star, è interpretata da Giorgia Alissandri.

## Lista episodi
| Nº | Titolo italiano Giapponese 「Kanji」 - Rōmaji - Traduzione letterale | In onda           | In onda        |
| Nº | Titolo italiano Giapponese 「Kanji」 - Rōmaji - Traduzione letterale | Giapponese        | Italiano       |
| 1  | Una nuova avventura 「おっどろきの再会！ふたりは何者なの！？」 - Oddoroki no saikai! Futari wa nanimono na no!? – "Una riunione sorprendente! Noi due chi saremmo!?" | 5 febbraio 2006   | 9 giugno 2008  |
| 1  | Saki Hyuga, ragazza che gioca a softball, e Mai Mishō, ragazza appena tornata in città con la passione per il disegno, si incontrano ai piedi dell'Albero del Cielo. Qui, vengono raggiunte da due Spiriti della Terra delle Sorgenti, Flappy e Choppy, che ricordano loro di essersi già viste cinque anni prima nello stesso posto e chiedono aiuto per proteggere l'ultima sorgente sacra nascosta, quella del Sole, dall'impero del male di Dark Fall che vuole prosciugarla come fatto con le altre sei allo scopo di distruggere tutti i mondi. Quando Karehaan, servitore di Dark Fall e custode della Sorgente degli Alberi, pretende in modo aggressivo di sapere dove si trova quella del Sole, Saki e Mai prendono le difese di Flappy e Choppy e ottengono da loro il potere di trasformarsi nelle Leggendarie Guerriere Pretty Cure, Cure Bloom della Terra e Cure Egret del Cielo. Le due, abbastanza sorprese, affrontano il nemico in battaglia e riescono infine a scacciarlo. |                   |                |
| 2  | Amiche per sempre 「パンパカ歓迎会は嵐の予感！」 - Panpaka kangei-kai wa arashi no yokan! – "La festa di benvenuto al Panpaka è premonizione di sventura!" | 12 febbraio 2006  | 10 giugno 2008 |
| 2  | A Dark Fall, il sovrano Lord Akudaikan discute con l'adepto Goyan sulla comparsa delle Pretty Cure ad intralciare i loro piani di conquista. Intanto Mai inizia a frequentare l'Istituto Yūnagi nella stessa classe di Saki, la quale organizza una festa di benvenuto per lei con tutti gli amici alla Panpaka-pan. Tuttavia Karehaan ritorna all'attacco, ma le Pretty Cure iniziano a scoprire come usare al meglio i loro poteri e lo sconfiggono. |                   |                |
| 3  | Una partita importante 「真っ向勝負！君こそエースだ！！」 - Makkō shōbu! Kimi koso ēsu da!! – "Un match frontale! Tu sei l'asso!!" | 19 febbraio 2006  | 11 giugno 2008 |
| 3  | La squadra di softball, allenata dalla professoressa Shinohara, ha una partita importante da disputare e i suoi componenti sono preoccupati per gli avversari particolarmente forti. Saki è ottimista e fiduciosa al riguardo e sprona la squadra a fare lo stesso, ma anche lei perde la concentrazione quando nota che il gioco non va a loro favore. Incoraggiata da Mai, Saki e gli altri devono però interrompere la partita a causa di un intoppo, causato da Karehaan che reclama l'ubicazione della Sorgente del Sole che serve a Lord Akudaikan per governare l'universo. Cure Bloom e Cure Egret si apprestano a battere il nemico e, successivamente, fanno sì che la partita riprenda. Infine, tutto si conclude con la vittoria della squadra di Saki. |                   |                |
| 4  | Concorso di disegno 「うっそー！？春の景色とセミの声」 - Ussō!? Haru no keshiki to semi no koe – "Stai scherzando!? Il paesaggio primaverile e il canto delle cicale" | 26 febbraio 2006  | 12 giugno 2008 |
| 4  | La presidentessa del circolo artistico della scuola, Ayano Takeuchi, chiede a Mai di unirsi a loro dopo aver visto le sue eccellenti doti nel disegno. La ragazza non sa cosa dipingere in occasione di un concorso di disegno ma, ispirata da Saki, sceglie un campo di cavoli come soggetto di un paesaggio primaverile. Inoltre, per approfondire al meglio il concetto di primavera, Mai aiuta un'anziana col raccolto dei campi. La giornata viene rovinata da un ulteriore attacco di Karehaan, battuto però dalle Pretty Cure che, riunitesi, rilasciano il potere degli spiriti. Mai non vince il concorso poiché non ha centrato il tema primaverile, visto che alla fine ha ritratto l'anziana a cui ha prestato aiuto col raccolto, ma viene apprezzata la sua tecnica e sensibilità tanto che accetta di entrare a far parte del circolo artistico. |                   |                |
| 5  | Il fratello di Mai 「健太どうする！？咲と素敵なお兄さん！」 - Kenta dōsuru!? Saki to sutekina onī-san! – "Cosa farà Kenta!? Saki e un affascinante fratello maggiore!" | 5 marzo 2006      | 13 giugno 2008 |
| 5  | Saki arriva in ritardo in classe e la professoressa Shinohara per punizione le assegna più compiti a casa. Mai si offre di darle una mano a finirli e la porta a casa sua, un osservatorio astronomico, dove Saki conosce il fratello maggiore Kazuya di cui s'innamora a prima vista; quest'ultimo le presta un libro dalla sua libreria, che però viene accidentalmente sporcato da Kenta Hoshino. Saki s'arrabbia tantissimo con l'amico, tanto da non rivolgergli la parola, e cerca in tutta la città una copia del libro, senza però trovare nulla. Karehaan attacca duramente le Pretty Cure dopo i precedenti fallimenti, ma anche questa volta viene sconfitto. Alla fine Saki e Kenta fanno pace e si scusano con Kazuya, il quale dice loro di non preoccuparsi visto che il libro è ancora leggibile. |                   |                |
| 6  | I migliori genitori del mondo 「やっぱ最高！イケてるお父さん！！」 - Yappa saikō! Iketeru otō-san!! – "Dopotutto è il migliore! Grande papà!!" | 12 marzo 2006     | 16 giugno 2008 |
| 6  | La sorellina di Saki, Minori, vorrebbe andare più spesso in vacanza, ma con i genitori impegnati nella gestione della panetteria risulta piuttosto difficile. Casualmente, la famiglia di Mai ha in progetto di andare in gita al lago e sia Minori che Saki vengono invitate ad unirsi. Durante un giro in barca, Karehaan ritorna all'attacco, ma Cure Bloom e Cure Egret riescono sia a batterlo che a proteggere i loro cari. Minori ammette di essere invidiosa della famiglia Mishō perché fanno sempre viaggi, ma Saki, essendo più grande e matura, sa i sacrifici che fanno i genitori per loro figlie ed è felice quando scopre che suo padre Daisuke ha rifiutato un'offerta di lavoro per tenere invece la panetteria di famiglia. |                   |                |
| 7  | La Sorgente degli Alberi torna a vivere 「超マジ！怒りのカレハーン！」 - Chō maji! Ikari no Karehān! – "Super serio! Karehaan della rabbia!" | 19 marzo 2006     | 17 giugno 2008 |
| 7  | Per tenere custodite le Gocce di Luce che hanno recuperato finora, Flappy e Choppy hanno le orecchie gonfie e doloranti e chiedono a Saki e Mai di cercare l'Anfora Magica che possa contenerle. Quando la trovano, però, Karehaan fa la sua comparsa, pronto a sconfiggere le Pretty Cure e a farsi dire dove si trova la Sorgente del Sole, dopo gli ultimi avvertimenti di Lord Akudaikan; tuttavia, il messaggero di Dark Fall viene sconfitto definitivamente, tornando alla sua forma originaria di foglia secca. Questo permette alle Pretty Cure, grazie alle Gocce di Luce liberate, di riportare in vita la Sorgente degli Alberi e di fare la conoscenza, seppur come proiezione, della Principessa Filia della Terra delle Sorgenti. |                   |                |
| 8  | Il ritratto 「大好き！みのりと二人のお姉ちゃん」 - Daisuki! Minori to futari no onē-chan – "Ti voglio bene! Minori e le due sorelle maggiori" | 26 marzo 2006     | 18 giugno 2008 |
| 8  | Minori versa accidentalmente del succo sopra alcuni disegni di Mai. Saki s'arrabbia moltissimo con la sorellina, sgridandola tanto da farla piangere, e nella discussione si rivolge con durezza a Mai, che si era intromessa. Sentendosi in colpa, Minori scappa via di casa, ma viene trovata per caso da Mai, che la consola e tenta di farle capire che nonostante il comportamento rigido che ha avuto la sorella, questa le vuole ancora bene. Improvvisamente, il secondo servitore di Dark Fall e custode della Sorgente del Fuoco, Moerumba, fa la sua apparizione: le Pretty Cure tentennano a trasformarsi a causa della lite avvenuta poco prima e hanno poca sintonia ma, vista la gravità della situazione, si chiariscono nel bel mezzo del combattimento e sconfiggono il nemico col potere degli Spiriti. Minori e Saki fanno poi la pace e Mai decide di fare loro un ritratto. |                   |                |
| 9  | Pericolo in biblioteca 「朗読会を邪魔しちゃダメ！」 - Rōdokukai wo jama shichadame! – "Non interferire con il nostro recital!" | 2 aprile 2006     | 19 giugno 2008 |
| 9  | Il timido Manabu Miyasako, compagno di Saki e Mai, teme di non essere adatto a fare il rappresentante di classe e vuole affidare tutti i suoi impegni all'altra rappresentante, Kayo Ando, che tuttavia si rifiuta di fare perché vorrebbe vederlo più deciso nelle sue responsabilità. In biblioteca, Kayo è solita leggere favole ai bambini e chiede l'aiuto di Saki e Mai per allestire un spettacolo di burattini per il piccolo Tomoya che l'indomani dovrà trasferirsi e lasciare gli amichetti. Nello spettacolo viene coinvolto anche Miyasako, che si ritrova a doverlo inscenare solo con Kayo, perché Saki e Mai vengono trattenute da un attacco di Moerumba e ritardano ad arrivare. Alla fine Miyasako rivela che la gestione dello spettacolo, che ha avuto successo, lo ha in qualche modo aiutato a superare un po' la timidezza e promette di essere un rappresentante di classe migliore d'ora in poi. |                   |                |
| 10 | A lezione di pesca 「ちょいヤバ？海の上は大騒ぎ！」 - Choi yaba? Umi no ue wa ōsawagi! – "Pericoloso? L'oceano è in tumulto!" | 9 aprile 2006     | 20 giugno 2008 |
| 10 | A scuola viene assegnato il compito di fare una ricerca sui lavori che vengono svolti nella loro città costiera, e Saki, Mai e il loro gruppo decidono di concentrarsi sulla pesca. La domenica seguente, tutti insieme vanno dai genitori di Kenta, che hanno un peschereccio, e con loro vanno al largo a pescare. Mentre Saki si lamenta del mal di mare, un'improvvisa tempesta fa sospettare le Pretty Cure, che si ritrovano infatti a dover affrontare Moerumba in mezzo all'oceano. Tornato il sereno, la ricerca viene completata e celebrata con la foto di un grosso pesce che hanno preso. |                   |                |
| 11 | Chi ha spento la sveglia? 「ふらふらフラッピ大ピンチ！」 - Furafura Furappi dai pinchi! – "La grande crisi di Flappy raffreddato!" | 16 aprile 2006    | 23 giugno 2008 |
| 11 | Saki arriva in ritardo all'allenamento mattutino di softball e dà la colpa a Flappy per aver spento la sveglia, anche se quest'ultimo nega di averlo fatto e dice di stare male. Poco dopo, infatti, Saki scopre che Flappy ha la febbre molto alta e, per farsi perdonare di non averlo creduto, veglia su di lui l'intera notte. Le Pretty Cure subiscono un altro attacco da parte di Moerumba, che battono, durante il quale anche Saki si prende il raffreddore. Alla fine si scopre che il vero responsabile dello spegnimento della sveglia è Morfeo, il gatto della famiglia Hyuga. |                   |                |
| 12 | Choppy ha nostalgia di casa 「チョッピはチョピっとホームシック？」 - Choppi wa chopitto hōmushikku? – "Choppy ha un po' nostalgia di casa?" | 23 aprile 2006    | 24 giugno 2008 |
| 12 | Mai ha il compito di disegnare un paesaggio naturale per il club artistico, ma non sa bene cosa rappresentare. Choppy, intanto, è triste perché ha nostalgia della Terra delle Sorgenti e scappa via di casa, venendo tuttavia trovata da Moerumba, che la usa come ricatto con le Pretty Cure per farsi dire dove si trova la Sorgente del Sole. Sconfitto il nemico, Choppy si rende conto di non essere l'unica ad aver nostalgia di casa e di avere al fianco amici con cui condividere, mentre Mai riceve i complimenti per lo splendido disegno realizzato. |                   |                |
| 13 | L'artista del vetro 「熱すぎ！モエルンバダンス！」 - Atsusugi! Moerunba dansu! – "Troppo caldo! La danza di Moerumba!" | 30 aprile 2006    | 25 giugno 2008 |
| 13 | Mentre fa una consegna per la panetteria, Saki conosce Asuka Suzuki, una giovane donna che ha l'hobby di lavorare il vetro. Rimasta meravigliata dalle opere d'arte create, quando va a rivederle con Mai trova Moerumba, il quale è arrivato all'ultima possibilità di vittoria contro di loro. Le Pretty Cure sconfiggono i suoi due Uzaina evocati, per poi affrontarlo e farlo tornare definitivamente alla sua forma originaria di cenere; grazie alle Gocce di Luce liberate, la Sorgente del Fuoco viene riportata in vita. |                   |                |
| 14 | Due nuove ragazze 「謎の転校生！満と薫がやってきた」 - Nazo no tenkōsei! Michiru to Kaoru ga yattekita – "Le misteriose studentesse trasferitesi! Michiru e Kaoru sono arrivate" | 7 maggio 2006     | 26 giugno 2008 |
| 14 | Ai piedi dell'Albero del Cielo, Saki e Mai incontrano due strane ragazze, che rivedono il giorno successivo a scuola, quando si presentano alla classe come le nuove alunne Michiru e Kaoru Kiryū. Sia Michiru che Kaoru si dimostrano subito molto intelligenti nelle lezioni e brave nello sport, ma un fraintendimento con Hitomi Ito, amica di Saki, causa squilibri tra i compagni. Al posto di Moerumba, entra in scena il terzo servitore di Dark Fall, Dorodoron, che custodisce la Sorgente della Terra: Bloom e Egret lo rimandano indietro appena in tempo prima che egli possa fare del male ai loro amici. Hitomi fa pace con Michiru e Kaoru, le quali però non badano all'integrazione nel gruppo quanto a diventare "amiche" delle Pretty Cure, segno che anche loro fanno parte dell'Impero di Dark Fall e si sono infiltrate nella scuola per spiarle più da vicino e sconfiggerle al momento opportuno. |                   |                |
| 15 | La forza delle Pretty Cure 「ソフトボールは親子の絆」 - Sofutobōru wa oyako no kizuna – "Il softball è il legame tra genitore e figlio" | 14 maggio 2006    | 27 giugno 2008 |
| 15 | Dorodoron, sotto consiglio di Michiru e Kaoru, mette un piccolo Uzaina nel guanto da softball di Saki, la quale così non riesce più a giocare bene. La ragazza non capisce il motivo e si rattrista al pensiero delle persone che credono nelle sue ottime capacità. Saori, la madre di Saki ed ex-giocatrice di softball, la rassicura e le racconta di quando da piccola non sapeva giocare bene e voleva usare il suo guanto, al tempo troppo grande per la sua mano. Adesso che è cresciuta, Saki decide di utilizzare per la partita odierna il guanto di sua madre, scombinando quindi i piani di Dorodoron, che attacca di persona. Le Pretty Cure riescono a batterlo e inoltre, sapendo di avere al suo fianco Mai, la famiglia e gli amici, Saki segna felice il punto che determina la vittoria della sua squadra. |                   |                |
| 16 | Il sogno di Kenta 「夢と希望と健太の悩み！」 - Yume to kibō to Kenta no nayami! – "Sogni, speranze e preoccupazioni di Kenta!" | 21 maggio 2006    | 30 giugno 2008 |
| 16 | Kenta sente per caso i suoi genitori parlare di progetti futuri e teme che vogliano affidargli la gestione del peschereccio e del negozio. Triste, perché lui vuole intraprendere la carriera di comico, si confida con Saki e Mai, le quali gli danno tutto il loro supporto. Intanto Dorodoron torna all'attacco, ma Cure Bloom e Cure Egret lo sconfiggono nuovamente. Alla fine, la conversazione dei genitori sentita da Kenta si rivela un malinteso, in quanto loro parlavano di affidargli l'attività per il weekend mentre loro sono fuori città, e il ragazzo non vede l'ora di trovare una spalla per creare un duo comico. |                   |                |
| 17 | Una preziosa statuetta 「壊れた埴輪！どうする舞とお母さん」 - Kowareta haniwa! Dōsuru Mai to okā-san – "L'haniwa rotto! Cosa faranno Mai e la madre" | 28 maggio 2006    | 1º luglio 2008 |
| 17 | Choppy rompe accidentalmente una preziosa statuetta (haniwa) della madre di Mai, Kanako, e poiché non può rivelare chi è stato, Mai si assume la colpa. La ragazza sa quanto l'oggetto fosse importante per la madre, sebbene lei non lo dia a vedere, e cerca di farsi venire un'idea su come rimediare. Choppy, per liberarsi dai sensi di colpa, invita di nascosto Flappy a cercare insieme un nuovo haniwa da sostituire a quello rotto; Dorodoron però li trova e, dopo essersi accorte della loro sparizione, le Pretty Cure hanno un nuovo conflitto con lui. Kanako infine, nonostante la sbadataggine che la caratterizza, ripara come può la piccola statuetta e rimane entusiasta per il bellissimo disegno di Mai che la raffigura. |                   |                |
| 18 | Un aiuto misterioso 「本日特売！満と薫がお手伝い！？」 - Honjitsu tokubai! Michiru to Kaoru ga otetsudai!? – "Oggi vendita speciale! Michiru e Kaoru vengono ad aiutare!?" | 4 giugno 2006     | 2 luglio 2008  |
| 18 | La panetteria della famiglia di Saki, la Panpaka-pan, organizza una vendita speciale e, visto la mole di lavoro, Saki chiede una mano anche a Mai e Michiru e Kaoru, le quali approfittano dell'occasione per tenere d'occhio il loro obiettivo. Le ragazze insegnano a Michiru e Kaoru l'importanza che può avere ricevere un ringraziamento, mentre Minori, che vorrebbe rendersi utile nel negozio ma è troppo piccola, trascorre del tempo in compagnia di Kaoru. Quando Dorodoron sferra un attacco che tiene in pugno le Pretty Cure, Michiru e Kaoru da lontano istintivamente le liberano; in seguito si domandano se coloro che hanno salvato le avrebbero ringraziate, se lo avessero saputo. |                   |                |
| 19 | La forza dell'amicizia 「大切なものは何？咲と舞の願い事」 - Taisetsu na mono wa nani? Saki to Mai no negaigoto – "Qual è la cosa più importante? Il desiderio di Saki e Mai" | 11 giugno 2006    | 3 luglio 2008  |
| 19 | Volendo mettere alla prova il legame delle Pretty Cure, Michiru e Kaoru fanno sparire il guantone da softball di Saki e l'album da disegno di Mai, seminando zizzania tra le due. Accortesi di mancanza di dialogo fra loro, Saki e Mai non sanno come scusarsi l'una con l'altra e, dopo una notte di pensieri, entrambe trovano i loro astucci scolastici trasformati dal potere degli Spiriti in dei portapenne incantati, in cui poter inserire un piccolo foglietto con scritto un desiderio che certamente si realizzerà. Dorodoron attacca ancora una volta, ma le Pretty Cure nonostante i recenti dissapori tirano fuori una forza mai vista prima e lo sconfiggono. L'aumento della potenza si spiega quando leggono che i rispettivi desideri che hanno espresso riguardano il loro bene reciproco, mentre Michiru e Kaoru, rimaste sorprese dagli eventi, fanno riavere gli oggetti confiscati alle proprietarie. |                   |                |
| 20 | Una giornata speciale per Minori 「雨に唄えばドロドロン！」 - Ame ni utaeba Dorodoron! – "Se canta sotto la pioggia Dorodoron!" | 25 giugno 2006    | 4 luglio 2008  |
| 20 | Minori deve fare un disegno come compito a casa, e Mai e Saki si offrono di darle una mano, nonostante fuori piova a dirotto. Raggiunto il parco naturale della città, e dopo aver incontrato Kaoru e Michiru, le Pretty Cure vengono attaccate da Dorodoron, determinato a batterle perché è la sua ultima occasione; essendo la terra il suo elemento, la pioggia lo fortifica, rendendolo di grosse dimensioni, ma viene lo stesso eliminato definitivamente e fatto tornare al suo stato originario. Le Pretty Cure dunque riportano in vita la terza Sorgente recuperata, quella della Terra, al contrario Michiru e Kaoru si preparano seriamente all'ascesa contro di loro, ora che Dorodoron è stato fatto fuori. Infine Minori sceglie di rappresentare nel suo disegno la felice giornata trascorsa, con se stessa e il gruppo circondati da un campo di ortensie. |                   |                |
| 21 | Amiche stelle 「夜空に輝け！星の光の仲間たち」 - Yozora ni kagayake! Hoshi no hikari no nakama-tachi – "Brillate nel cielo notturno! Amici della luce stellare" | 2 luglio 2006     | 7 luglio 2008  |
| 21 | Mai invita gli amici all'osservatorio astronomico di casa sua per guardare tutti insieme le stelle. Kaoru e Michiru, spinte da Lord Akudaikan, non si fanno distrarre dai bei momenti passati con le Pretty Cure e scelgono di attaccare attraverso un Uzaina: quando scoprono, però, che le Leggendarie Guerriere stanno combattendo per proteggere anche loro, si destabilizzano e permettono la sconfitta del mostro. Finita la battaglia, particolarmente strana perché a detta loro non c'era nessuno a guidare Uzaina come i precedenti scontri, Mai sembra intravedere nel cielo notturno le figure di Michiru e Kaoru. |                   |                |
| 22 | Amiche nemiche 「超オドロキ！満と薫の衝撃告白！！」 - Chō odoroki! Michiru to Kaoru no shōgeki kokuhaku!! – "Super sorprendente! La scioccante confessione di Michiru e Kaoru!!" | 9 luglio 2006     | 8 luglio 2008  |
| 22 | Michiru e Kaoru chiedono un'altra possibilità a Lord Akudaikan per riuscire a sconfiggere definitivamente le Pretty Cure. Mai pensa in silenzio tutto il tempo al fatto di aver intravisto Michiru e Kaoru a seguito del recente combattimento e ne ha la conferma quando vede Kaoru utilizzare di nascosto i suoi poteri per proteggere Minori da una palla da softball che sta per colpirla. Invitate da Saki ad andare all'Albero del Cielo, Michiru e Kaoru si rifiutano di ammettere di essere diventate vere amiche delle Pretty Cure e, non potendo più tornare indietro, si rivelano a queste come le guerriere di Dark Fall, custodi della Sorgente del Cielo, attaccandole violentemente. |                   |                |
| 23 | Il sacrificio di Michiru e Kaoru 「ついに対決！脅威のアクダイカーン」 - Tsui ni taiketsu! Kyōi no Akudaikān – "Finalmente la resa dei conti! Akudaikan minaccioso" | 16 luglio 2006    | 9 luglio 2008  |
| 23 | Cure Bloom e Cure Egret non riescono a combattere contro Michiru e Kaoru che considerano amiche nonostante la loro natura malvagia. Queste ultime confermano di essere figlie di Akudaikan, da lui create e che hanno vissuto unicamente per compiere il suo volere e che non possono tirarsi indietro proprio perché lui non glielo perdonerebbe. Grazie al dialogo con le Pretty Cure, però, Michiru e Kaoru capiscono di voler mettere al primo posto la loro felicità invece che quella di Dark Fall. Proprio quando sembrano rendersi al bene, Goyan fa la sua comparsa e trascina tutti al cospetto di Lord Akudaikan, il quale non sente ragioni sul cambiare idea sulla distruzione del mondo. Michiru e Kaoru accettano il loro destino e si sacrificano per le Pretty Cure, dando di spontanea volontà le Gocce di Luce che ripristineranno la Sorgente del Cielo, prima di venir consumate dalla fiamma del male di Akudaikan. |                   |                |
| 24 | Nuovo potere 「ムープとフープ登場！って誰？」 - Mūpu to Fūpu tōjō! Tte dare? – "Appaiono Mupu e Fupu! Ma chi sono?" | 23 luglio 2006    | 10 luglio 2008 |
| 24 | Saki e Mai, tristi per la morte delle loro amiche, scoprono che Michiru e Kaoru sono scomparse dalla memoria di tutti, come se non fossero mai esistite. Mentre ripristinano la Sorgente del Cielo, le due fanno la conoscenza degli Spiriti della Luna e del Vento, Mupu e Fupu, inizialmente restii nei loro confronti. Il gruppo viene interrotto dall'arrivo di Shitataare, donna al servizio di Dark Fall e custode della Sorgente dell'Acqua; vedendole in particolare difficoltà, Mupu e Fupu donano alle Pretty Cure il potere del Cuore Rotante, che le rende più forti e in grado di battere la nemica. |                   |                |
| 25 | Granite fuori dal normale 「商売繁盛！海の家のお手伝い」 - Shōbai hanjō! Umi no ie no otetsudai – "Una fiorente attività! Aiuto alla casa del mare" | 30 luglio 2006    | 11 luglio 2008 |
| 25 | Con l'arrivo dell'estate, Mai e Saki danno una mano assieme agli amici allo stand di granite sulla spiaggia dei genitori di Kenta. Tuttavia la concorrenza sleale attuata da Shitataare, travestita da umana, si rivela dannosa e gli affari non vanno molto bene. Intanto Mupu e Fupu raccontano di quando vivevano alla Sorgente del Cielo e di come hanno conosciuto Michiru e Kaoru, di cui sentono la mancanza. Shitataare cattura i due piccoli Spiriti e costringe al combattimento Cure Bloom e Cure Egret che però, con l'ausilio dei Cuori Rotanti, la sconfiggono. Inoltre queste ultime vengono a sapere per errore dalla nemica che Michiru e Kaoru probabilmente non sono morte, nonostante si trovino a Dark Fall, e ciò dà loro la speranza di rincontrarle un giorno. |                   |                |
| 26 | Una sorpresa per Saki 「咲には内緒！ドッキドキの夏合宿！」 - Saki ni wa naisho! Dokkidoki no natsu gasshuku! – "Nascondetelo a Saki! Un eccitante campeggio estivo!" | 6 agosto 2006     | 14 luglio 2008 |
| 26 | La squadra di softball di Saki si raduna alla Yūnagi per il consueto campeggio estivo, tra divertimento, allegria e preparativi. Shitataare utilizza i suoi poteri nei pressi della scuola, ma le Pretty Cure, accortesi di lei, riescono a mandarla via. Infine, dopo aver notato strani comportamenti da parte dei compagni, Saki riceve una festa a sorpresa per il suo compleanno, che lei stessa tra mille impegni aveva scordato. |                   |                |
| 27 | Una memorabile festa d'estate 「みんな大好き！思い出の夏祭り」 - Minna daisuki! Omoide no natsu matsuri – "Vi voglio tutti bene! Il festival estivo dei ricordi" | 13 agosto 2006    | 15 luglio 2008 |
| 27 | In città si svolge l'annuale festival estivo e, tra le bancarelle con gli amici, Saki e Mai ricordano il loro primo incontro, avvenuto cinque anni prima proprio durante tale festività. Shitataare viene rimproverata da Lord Akudaikan per lo scarso successo delle sue missioni nello scoprire l'ubicazione della Sorgente del Sole e così decide di puntare al rapimento di Mupu e Fupu, i quali, curiosi come sono, scappano in continuazione. Le Pretty Cure però li salvano e, tornato il sereno, continuano a godersi la festa. |                   |                |
| 28 | Una giornata memorabile 「旅だ！電車だ！大冒険！」 - Tabi da! Densha da! Daibōken! – "Viaggio! Tram! Grande avventura!" | 20 agosto 2006    | 16 luglio 2008 |
| 28 | Per la fine delle vacanze estive, Saki suggerisce a Mai di fare insieme un piccolo viaggio in tram per ammirare le bellezze della loro città costiera. Tuttavia a loro insaputa, Shitataare si sostituisce al conducente e, quando Saki è costretta momentaneamente a scendere dal tram per recuperare Mupu e Fupu che sono corsi via a giocare, riesce a separare le due ragazze. Non potendosi trasformare da sola, Mai è in trappola contro la nemica, ma Saki fa di tutto per raggiungerla e combattere al suo fianco. Il viaggio si conclude con il ricordo della piacevole giornata trascorsa. |                   |                |
| 29 | Mupu e Fupu e le bolle di sapone 「フラッピチョッピ絶対絶命！」 - Furappi Choppi zettai zetsumei! – "Flappy e Choppy messi all'angolo!" | 27 agosto 2006    | 17 luglio 2008 |
| 29 | Saki e Mai devono finire i compiti delle vacanze, ma i quattro Spiriti delle Sorgenti continuano a distrarle coi loro giochi. Un pacco contenente un sapone visto in TV viene recapitato a casa di Mai senza alcuna ordinazione, e Mupu e Fupu cominciano a giocarci e a fare le bolle di sapone, non sapendo che in realtà è tutto un piano di Shitataare per tendere loro una trappola. Le Pretty Cure, quando si rivela, riescono a scacciarla, ma nel momento in cui sembra tornare tutto alla normalità, appare Goyan che rapisce all'istante Flappy e Choppy, chiedendo in cambio dove si trova nascosta la Sorgente del Sole. |                   |                |
| 30 | Alla ricerca di Flappy e Choppy 「驚異の力！プリキュア大変身！！」 - Kyōi no chikara! Purikyua dai henshin!! – "Il potere dei miracoli! La trasformazione strabiliante delle Pretty Cure!!" | 3 settembre 2006  | 18 luglio 2008 |
| 30 | Disperate a seguito del rapimento dei loro partner, le Pretty Cure per trovarli accettano il rischio di varcare il passaggio lasciato deliberatamente aperto da Shitataare, in cerca di vendetta contro il suo stesso alleato che ha interferito nelle sue missioni. Le due vengono condotte direttamente alla dimora di Goyan a Dark Fall, dove Flappy e Choppy seppur sotto tortura si rifiutano di dire al nemico dove si trovi l'ultima Sorgente nascosta, quella del Sole. Mupu e Fupu sono tristi alla vista dei loro compagni ridotti male e riescono a sanarli donando loro una nuova forma di dispositivo, con il quale Saki e Mai attivano la trasformazione in Cure Bright, la Pretty Cure della Luna, e Cure Windy, la Pretty Cure del Vento. Coi loro nuovi poteri, le Leggendarie Guerriere vincono la battaglia e insieme a tutti gli altri tornano a casa. |                   |                |
| 31 | Lo spettacolo di Kenta 「マジ決まり？健太の相方は誰！？」 - Maji kimari? Kenta no aikata wa dare!? – "È davvero deciso? Chi è la spalla di Kenta!?" | 10 settembre 2006 | 21 luglio 2008 |
| 31 | In vista del festival culturale a scuola, Kenta è alla ricerca di una spalla con cui poter inscenare uno spettacolo comico. Tuttavia, non trovando nessuno, si convince che il più adatto a ricoprire tale ruolo è Miyasako, che però è troppo timido e serio e non vuole proprio saperne. Nel frattempo, durante le prove dello spettacolo, Shitataare sferra un attacco, prontamente demolito da Cure Bright e Cure Windy. Alla fine, sostenuto dai compagni di classe, Miyasako accetta di formare un duo comico con Kenta. |                   |                |
| 32 | Il bocciolo del fiore cosmos 「難しすぎ！ミズ・シタターレの宿題」 - Muzukashisugi! Mizu Shitatāre no shukudai – "Troppo difficile! Il compito di Miss Shitataare" | 17 settembre 2006 | 22 luglio 2008 |
| 32 | Saki dimentica i compiti di inglese e la professoressa Shinohara la costringe a farli in aula dopo l'orario delle lezioni. Intanto Lord Akudaikan dà un ultimatum a Shitataare riguardo alla sconfitta delle Pretty Cure. Introdottasi alla Yūnagi, la donna si sostituisce alla Shinohara e comunica sia a Mai che a Saki un limite di tempo entro il quale dovranno dirle dove si trova la Sorgente del Sole che il suo capo tanto reclama. Le Pretty Cure rifiutano la proposta e Shitataare trasforma la scuola in un enorme deserto, pronta a combattere: la resistenza agli attacchi di un bocciolo di fiore cosmos piantato sul posto, che la prof. Shinohara è solita annaffiare tutti i giorni, dà un incoraggiamento a Cure Bloom e Cure Egret a non mollare e a vincere lo scontro, facendo tornare la nemica al suo stato originario di acqua. |                   |                |
| 33 | La forza di Morfeo 「筋肉全開キントレスキー現る！」 - Kinniku zenkai Kintoresukī arawaru! – "Appare il tutto muscoli Kintreski!" | 24 settembre 2006 | 23 luglio 2008 |
| 33 | Con il recupero della Sorgente dell'Acqua, la Principessa Filia avverte le Pretty Cure dell'arrivo di un più potente guerriero di Dark Fall. Intanto Saki racconta a Mai di come la sua famiglia ha adottato Morfeo, trovato cinque anni prima in strada, e di come inizialmente suo padre era contrario all'idea di avere un gatto in casa per timore delle reazioni dei clienti della panetteria; solo dopo che salvò Saki, ancora piccola, dalla collisione con una bicicletta cambiò idea. Kintreski, il guerriero più forte di Dark Fall e custode della Sorgente dell'Oro, fa la sua comparsa e richiede uno scontro leale con le Pretty Cure, le quali sebbene in difficoltà riescono a fronteggiarlo. Le ragazze sono stupite di come Morfeo abbia cercato di avvisarle dell'arrivo del nemico, dimostrazione di quanto sia fedele e vegli sempre sulla sua padrona. |                   |                |
| 34 | Tutti insieme a guardare le stelle 「お月見会はロマンスの香り」 - Otsukimikai wa romansu no kaori – "L'incontro per guardare la luna ha profumo di romanticismo" | 1º ottobre 2006   | 24 luglio 2008 |
| 34 | I Mishō organizzano un incontro all'osservatorio astronomico della loro casa e Mai invita per l'occasione i suoi amici a guardare tutti insieme la luna e le stelle. Kazuya, suo fratello, è preoccupato perché, in quanto organizzatore del festival culturale della sua scuola, non sa come accontentare le richieste di tutti e lo confida a Saki, la quale cerca di sostenerlo e dargli la sua opinione in merito sebbene sia imbarazzata poiché a lei piace. Subito dopo, Cure Bright e Cure Windy ingaggiano un nuovo combattimento contro Kintreski, che si conclude a loro favore. |                   |                |
| 35 | La finale di softball 「いざ決勝！ファイトだ凪中ソフト部！」 - Iza kesshō! Faito da nagichū sofuto-bu! – "Ora la finale! Combatti squadra di softball!" | 8 ottobre 2006    | 25 luglio 2008 |
| 35 | La squadra di softball in cui gioca Saki deve affrontare i campioni in carica nella finale del torneo. Tuttavia perdono per pochi punti e Saki, nonostante sappia che l'importante non è la vittoria ma impegnarsi e mettercela tutta, non può fare a meno di provare un sentimento di rabbia e tristezza, anche perché era l'ultima partita di Izumida che ha finito le medie e ha lasciato il ruolo di capitano a lei. Quando Kintreski, che ha seguito il gioco, attacca le Pretty Cure e accusa l'intero team di essere perdente, Saki si arrabbia e afferma non è affatto una tragedia e che nella vita c'è qualcosa di molto più speciale che vincere una partita. Successivamente, la ragazza sprona la sua squadra giù di morale a fare del proprio meglio nel torneo dell'anno prossimo. |                   |                |
| 36 | Il festival scolastico 「何作る？舞の悩みと文化祭」 - Nani tsukuru? Mai no nayami to bunkasai – "Cosa creare? La preoccupazione di Mai e il festival culturale" | 15 ottobre 2006   | 28 luglio 2008 |
| 36 | Mai viene scelta come disegnatrice del monumento per il festival della scuola, ma è molto preoccupata perché non ha nessuna idea su come farlo. Saki, invece, è impegnata nell'allestimento della casa degli orrori insieme agli altri compagni di classe. Nel frattempo Kintreski viene rimproverato sui continui fallimenti contro le Pretty Cure da Lord Akudaikan, che gli suggerisce di cambiare le sue strategie. Tuttavia, nel momento in cui attacca, distrugge involontariamente il progetto di Mai e il costume di Saki e ribadisce la loro inutilità, causando l'ira delle Pretty Cure che lo sconfiggono col potere della luna e del vento. Infine Mai completa il monumento con l'aiuto di tutti, dicendo di essersi ispirata al suo legame con Saki, che l'ha continuamente incoraggiata. |                   |                |
| 37 | Uno per tutti, tutti per uno 「みんな仲間だ！明日にジャンプ！」 - Minna nakama da! Ashita ni janpu! – "Tutti compagni! Saltiamo verso il domani!" | 22 ottobre 2006   | 29 luglio 2008 |
| 37 | Il festival scolastico è alle porte e Saki e gli altri compagni di classe si preparano all'apertura della casa degli orrori. Miyasako, invece, informa Kenta che non ha più intenzione di fare il numero comico con lui perché ha paura del palcoscenico e del giudizio dei suoi genitori. Approfittando della confusione, Kintreski riesce a infiltrarsi nella scuola per sfidare le Pretty Cure e farsi dire dove si trova la Sorgente del Sole, ma queste lo scacciano via. La casa degli orrori ottiene un grande successo, mentre Miyasako, grazie al supporto degli amici, supera la sua paura e lo spettacolo con Kenta risulta divertente e simpatico. |                   |                |
| 38 | Saki diventa famosa 「アイドル誕生日向咲！ってマジ！？」 - Aidoru tanjō Hyūga Saki! Tte maji!? – "È nata l'idol Saki Hyuga! Davvero!?" | 29 ottobre 2006   | 30 luglio 2008 |
| 38 | Visitando il luogo delle riprese di un film, Saki viene notata da un famoso produttore che le fa una proposta di contratto. La ragazza, abbastanza sorpresa, acquisisce popolarità e sia la famiglia che gli amici cominciano a domandarsi se tutto ciò la porterà ad andare lontano da loro. Inoltre, senza Saki, le Pretty Cure non avranno più modo di esistere. Nel frattempo Kintreski, andando contro i reali intenti di Dark Fall, dichiara inspiegabilmente di voler allenare le Pretty Cure prima di affrontarle alla pari e sconfiggerle. Durante un combattimento contro quest'ultimo, Cure Bloom chiarisce che le Pretty Cure non sono affatto finite e che non ha alcuna intenzione di lasciare la città e gli affetti per diventare famosa. Infatti poco dopo Saki parla col produttore Kizaki, il quale spiega però che in verità lui voleva negoziare su Mupu e Fupu, scambiati per due pupazzi. |                   |                |
| 39 | Le misteriose creature del bosco 「珍獣ミミンガ大騒動！？」 - Chinjū Miminga ōsōdō!? – "La grande rivolta dei rari animali Miminga!?" | 12 novembre 2006  | 31 luglio 2008 |
| 39 | Mentre giocano vicino all'Albero del Cielo, Flappy e gli altri vengono trovati da Kenta e Miyasako, i quali si spaventano e credono si tratti di creature misteriose. Subito si sparge la voce secondo cui il bosco della città sia abitato da strane creature chiamate Miminga e, guidati da uno studioso, un gruppo di persone si unisce per dar loro la caccia. Saki e Mai sono preoccupate per la situazione venutasi a creare, ma se la devono vedere intanto con Kintreski. In conclusione, le ragazze con uno stratagemma mettono fine alle dicerie, convincendo tutti che le creature sono immaginarie, visto che quelle che credevano di aver visto sono marionette realizzate da loro per uno spettacolo di bambini. |                   |                |
| 40 | La festa a sorpresa 「うるさ～い！キントレスキーと誕生日」 - Urusa~i! Kintoresukī to tanjōbi – "Fai silenzio~! Kintreski e il compleanno" | 19 novembre 2006  | 1º agosto 2008 |
| 40 | La madre e il fratello di Mai chiedono a Saki di aiutarli ad organizzare una festa a sorpresa per il compleanno dell'amica. Per Saki è molto difficile mantenere il segreto e, dopo aver invitato di nascosto tutti gli amici, pensa di fare un disegno come regalo da parte sua, nonostante le pessime qualità artistiche. Kintreski, arrivato all'ultima possibilità, lancia la sua sfida definitiva alle Pretty Cure tramite un invito e promette che se perderà restituirà la Goccia di Luce finale che serve alla sua Sorgente, altrimenti distruggerà la Terra della Vegetazione; Cure Bright e Cure Windy lo affrontano con difficoltà, essendo diventato più potente e di grandi dimensioni, ma riescono a sopraffarlo e a fargli mantenere la sua promessa prima che ritorni alla sua forma natia di polvere d'oro. Successivamente, Mai esprime gioia e felicità per la festa a sorpresa organizzata in suo onore. |                   |                |
| 41 | La Principessa Filia è in pericolo 「王女が危ない！奪われたキャラフェ！！」 - Ōjo ga abunai! Ubawareta Kyarafe!! – "La principessa è in pericolo! La Carafe rubata!!" | 26 novembre 2006  | 4 agosto 2008  |
| 41 | Mai e Saki ripristinano la Sorgente dell'Oro, l'ultima rimasta in mano nemica, e la Principessa Filia fa la sua comparsa per ringraziarle dell'ottimo lavoro compiuto e per rigenerare così l'Albero del Mondo della Terra delle Sorgenti, in grado di indebolire le forze nemiche. Prima che Filia riveli l'ubicazione della Sorgente del Sole, ancora ignota, Goyan riesce a sottrarre l'Anfora Magica e con essa, aggiungendo il potere del male, riporta in vita Karehaan e Moerumba, già sconfitti in passato e pronti a battersi nuovamente. Lo scontro con le Pretty Cure non si conclude poiché Goyan fugge via con l'Anfora, mentre Michiru e Kaoru negli abissi di Dark Fall sembrano riprendere i sensi dal loro sonno eterno. |                   |                |
| 42 | Il ritorno di Michiru e Kaoru 「お帰りなさい！満と薫！！」 - Okaerinasai! Michiru to Kaoru!! – "Bentornate! Michiru e Kaoru!!" | 3 dicembre 2006   | 5 agosto 2008  |
| 42 | Ritornate a casa, le ragazze scoprono che la Principessa Filia è scomparsa, ma presto capiscono che la sua anima si è rifugiata dentro il corpo di Morfeo, il gatto di Saki, che ha per questo cominciato a parlare. Goyan è soddisfatto dell'operazione di riciclaggio dei guerrieri di Dark Fall e manda Karehaan e Dorodoron ad attaccare. Gli Spiriti della Terra della Vegetazione, però, ascoltano le preghiere della principessa e due piccole luci cadono giù negli abissi di Dark Fall, risvegliando completamente Michiru e Kaoru che accorrono in aiuto delle Pretty Cure. I nemici accusano Michiru e Kaoru di aver rinnegato la loro vera natura, cosa che le due riconoscono in parte essere vero ma dichiarano che intendono far cambiare idea al loro padre e che salveranno allo stesso tempo il pianeta. Michiru e Kaoru si uniscono alle Pretty Cure nella lotta e insieme a loro mettono fine alla vita di Karehaan. Saki e Mai, commosse, danno poi il loro bentornato alle amiche. |                   |                |
| 43 | Difendiamo le nostre amiche 「夢じゃない！みんなのいる一日」 - Yume janai! Minna no iru ichinichi – "Non è un sogno! Un giorno in cui ci sono tutti" | 10 dicembre 2006  | 5 agosto 2008  |
| 43 | Michiru e Kaoru ritornano a scuola come se non fossero mai andate via e, insieme a Saki e Mai, devono studiare per le imminenti verifiche di fine semestre. Akudaikan desidera sapere dove si nasconde la principessa, e Goyan manda Kintreski e Moerumba per l'occasione; i due attaccano violentemente Michiru e Kaoru, accusandole di essere traditrici verso Dark Fall, ma le Pretty Cure arrivano in loro soccorso e insieme mettono fine alla vita di Moerumba. I pomeriggi di studio delle ragazze danno i loro frutti, infatti le verifiche sono andate piuttosto bene. |                   |                |
| 44 | La scelta di Michiru e Kaoru 「二人が消える？苦しみの満と薫」 - Futari ga kieru? Kurushimi no Michiru to Kaoru – "Entrambe scompariranno? Michiru e Kaoru amareggiate" | 17 dicembre 2006  | 6 agosto 2008  |
| 44 | Saki, Mai, Michiru e Kaoru accompagnano Minori allo zoo a vedere gli animali. Kaoru e Michiru però sembrano assenti e combattute, infatti secondo quanto detto loro dalla Principessa Filia sono vive sia grazie al potere degli Spiriti che a quello della distruzione, e se uno dei due venisse a mancare anche loro subirebbero lo stesso destino, seppur consigliate a scegliere da che parte stare. Shitataare e Dorodoron fanno squadra e attaccano le Pretty Cure, a cui rivelano che Michiru e Kaoru di certo presto scompariranno ed è per questo che le vedono preoccupate. Scioccate dalla notizia, Cure Bright e Cure Windy non riescono ad utilizzare a pieno i loro poteri contro i guerrieri di Dark Fall perché non vogliono perdere ancora una volta le loro amiche, le quali però le incoraggiano a non arrendersi e insieme mettono fine alla vita di Dorodoron. A fine giornata, Minori divertita mostra il suo disegno dello zoo, raffigurante le ragazze con l'aspetto da scimmia. |                   |                |
| 45 | Un regalo per Kazuya 「ケーキと和也とクリスマス！」 - Kēki to Kazuya to Kurisumasu! – "Torta, Kazuya e Natale!" | 24 dicembre 2006  | 6 agosto 2008  |
| 45 | L'intera famiglia Hyuga è impegnata nelle vendite natalizie della Panpaka-pan, e Mai, Michiru e Kaoru si uniscono per dare una mano. Saki, nel frattempo, prepara una torta per Kazuya perché vorrebbe ricambiare in qualche modo il regalo che lui le fece al compleanno e magari confessargli i suoi sentimenti, ma ci rimane malissimo quando lo vede in compagnia di un'altra ragazza. A Dark Fall, Goyan manda gli ultimi due subordinati rimasti, Kintreski e Shitataare, a sconfiggere le Pretty Cure, che si ritrovano indebolite perché Cure Bloom ha perso la motivazione; le sue compagne però non la abbandonano e insieme finiscono i due nemici, i quali poco prima di sparire si dichiarano il loro amore. Più tardi, Saki scopre che la ragazza insieme a Kazuya era solo una sua compagna di scuola e riceve in regalo da parte sua una sciarpa mentre, felice, le fa assaggiare la torta che aveva preparato per lui. |                   |                |
| 46 | Lotta nell'Impero di Dark Fall 「反撃！アクダイカーン脅威の力！」 - Hangeki! Akudaikān kyōi no chikara! – "Contrattacco! Il potere minaccioso di Akudaikan!" | 7 gennaio 2007    | 7 agosto 2008  |
| 46 | Michiru e Kaoru, certe del loro destino che le vedrà sparire, decidono di passare al contrattacco, andando a Dark Fall per affrontare il loro creatore Lord Akudaikan senza dire nulla a Saki e Mai. Tuttavia, queste ultime le scoprono e si oppongono fermamente alla loro scelta di andare da sole dal nemico. Assieme agli Spiriti, le quattro ragazze si addentrano nelle terre oscure di Dark Fall per recuperare l'Anfora Magica precedentemente sottratta loro, ma vengono fermate da Goyan che le porta proprio da Akudaikan. Le Pretty Cure riescono in un primo momento a contrastare Akudaikan, ma il suo potere va oltre le loro aspettative e Michiru e Kaoru, vedendo la situazione, lo supplicano di fermarsi e che è proprio grazie alle Pretty Cure se hanno imparato a scoprire il valore della vita. A quelle parole, Akudaikan va su tutte le furie contro le quattro guerriere che nulla possono di fronte al suo enorme potere. |                   |                |
| 47 | Il grande inganno 「大逆転！？黒幕って誰のこと？」 - Daigyakuten!? Kuromaku tte dare no koto? – "Grande capovolgimento!? Chi è la mente dietro?" | 14 gennaio 2007   | 7 agosto 2008  |
| 47 | La battaglia con le Pretty Cure, Michiru e Kaoru da una parte e Akudaikan dall'altra non ha tregua, tanto che gli effetti del potere della distruzione stanno avendo gravi ripercussioni nella Terra della Vegetazione. Michiru e Kaoru si rendono conto che il padre non cambierà mai idea e sono costrette a malincuore a combatterlo. Quando Bright e Windy con Michiru e Kaoru tentano nuovamente di sferrare un attacco, Morfeo, la Principessa Filia, gli Spiriti delle Sorgenti e quelli della Vegetazione donano la loro luce che risulta fondamentale per trafiggere Lord Akudaikan. Inaspettatamente però il corpo del nemico al suo interno è vuoto, ed è allora che Goyan scopre le sue carte e rivela che è stato lui a creare Akudaikan come mezzo per distruggere l'universo, e di essere la mente dietro a tutti i piani malvagi; essendo ormai inutile al suo scopo, lo uccide sotto gli occhi impotenti di Michiru e Kaoru che realizzano che il padre era in realtà manovrato. Goyan assume poi un atteggiamento più serio e si evolve in un guerriero gigante, trasportando tutti nella Terra della Vegetazione. |                   |                |
| 48 | La grande forza della vita 「最終決戦！奪われた緑の郷！」 - Saishū kessen! Ubawareta Midori no Sato! – "La decisiva battaglia finale! La Terra della Vegetazione derubata!" | 21 gennaio 2007   | 8 agosto 2008  |
| 48 | La lotta si fa sempre più accesa e Goyan scopre che la Sorgente del Sole, che lui e gli altri di Dark Fall hanno tanto cercato, si trova nascosta nel mare; coi suoi poteri la prosciuga e rende l'intero mondo una distesa arida. Il potere degli Spiriti annulla di conseguenza la trasformazione delle Pretty Cure così come l'Albero del Cielo si spoglia, e Michiru e Kaoru sono stremate per aver consumato quasi tutta la loro energia. Tuttavia, mosse dalla forza della vita, Saki e Mai implorano gli Spiriti rimasti di concedere loro il potere ultimo per ricominciare: tramite Flappy, Choppy, Mupu e Fupu, le quattro ragazze rigenerano i loro poteri legati alla terra, al cielo, alla luna e al vento e si preparano a difendere il loro mondo e a battere Goyan una volta per tutte. |                   |                |
| 49 | Amiche del cielo stellato 「絶好調なり！永遠の星空の仲間たち！」 - Zekkōchō nari! Eien no hoshizora no nakama-tachi! – "Raggiungete la cima! Per sempre amiche del cielo stellato!" | 28 gennaio 2007   | 8 agosto 2008  |
| 49 | Goyan afferma di voler governare il mondo come quando alle origini non esisteva ancora né vita né caos, ma le quattro Leggendarie Guerriere al contrario desiderano continuare ad inseguire il proprio futuro e combattono al massimo delle loro forze per annientarlo. Unendo i poteri in un ultimo tentativo di ripristinare la vita, Cure Bloom, Cure Egret, Michiru e Kaoru sconfiggono definitivamente Goyan e fanno tornare tutto alla normalità. Poiché l'oscurità è stata vinta, Michiru e Kaoru, che sono nate da essa, muoiono senza rimpianti tra le braccia di Saki e Mai; gli Spiriti della Terra della Vegetazione tuttavia accolgono la richiesta della Principessa Filia, tornata alla sua reale forma, di permettere alle due ragazze di rimanere in vita sulla Terra e condurre una vita serena. Ora che la Terra delle Sorgenti è al sicuro, Flappy trova il coraggio di dichiararsi a Choppy, mentre Saki e la sua squadra vincono la coppa del torneo di softball. |                   |                |